# 自由地帶 (山達基)
自由地帶（英語：Free Zone）泛指獨立於山達基教會之外而實踐山達基信仰的各種團體、組織和個人的總稱，相當於山達基的宗教改革派。這些實踐者包括那些嚴格遵循山達基創始人L·羅恩·賀伯特的最原始教義的人，以及那些採取遠離山達基教會實踐的山達基人。

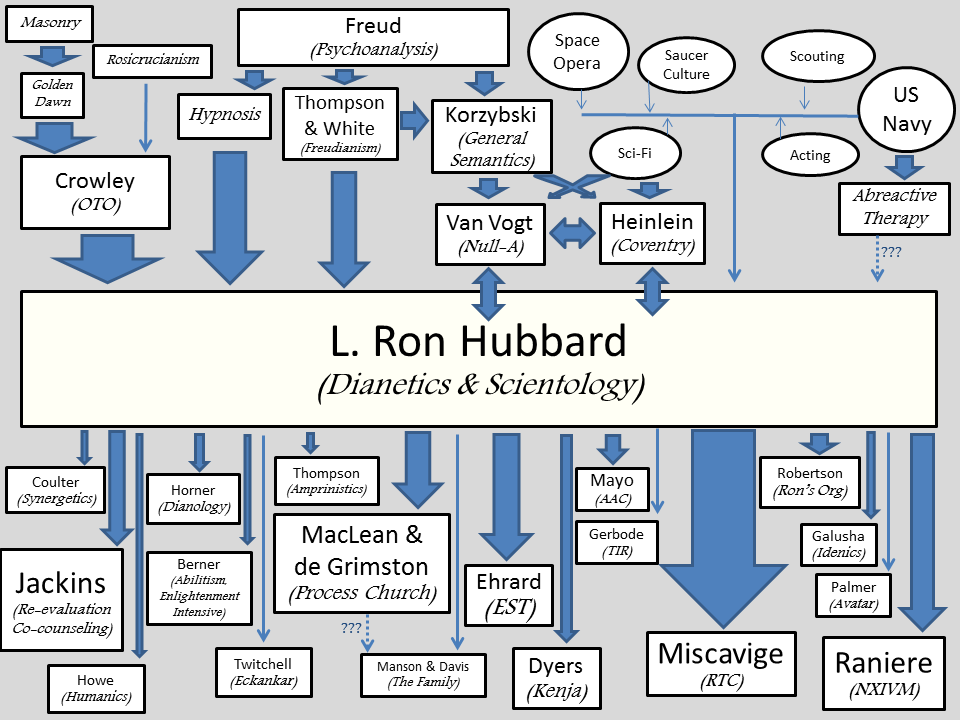
啟發賀伯特創立戴尼提的思想，及戴尼提帶來的影響

這個通用名稱得名于「國際自由地帶協會」（International Freezone Association），儘管它並不是第一個獨立的山達基信仰團體。「加州戴尼提聽析員協會」（California Association of Dianetic Auditors）是現存最古老的獨立組織，據稱其成立日期為1950年12月，早於山達基教會。
美國《懷疑論者》雜誌將自由地帶描述為：「一個由前山達基教徒創立的團體，旨在獨立於山達基教會來推廣L·羅恩·賀伯特的思想」。《邁阿密先鋒報》的一篇文章寫道，前山達基教徒加入自由地帶是因為他們認為山達基教會的領導層「偏離了賀伯特最初的教義」。

## 與山達基教會的比較
根據宗教學者阿萊德·托馬斯（Aled Thomas）所說的，自由地帶的關鍵在於有著「基本上不受監管和沒有等級制度的環境」:2。獨立山達基人對山達基也有著許多不同的解釋:ix。
德國漢堡內務局山達基工作組專員烏蘇拉·卡貝塔（Ursula Caberta）認爲自由地帶是一種“山達基人的美沙酮計劃”，但無論如何“兩害相權取其輕”。據自由地帶組織羅恩機構（Ron's Org）稱，巴登-符騰堡州的憲法保護辦公室表示，沒有必要對羅恩機構進行監控，「因為羅恩機構並非山達基教會一部分，沒有反憲法的目的」。羅恩機構的成員與觀察並調查山達基教會活動的當局部門之間存在一些合作。
山達基教會宣佈所有非出自教會的信仰和實踐均不標準且為異端，山達基內部貶義用語為「松鼠」。

## 歷史
山達基的宗教分裂主要開始於1982年宗教技術中心的創立，這場政治權力鬥爭使得許多前教會高層被驅逐出教會，而大衛·密斯凱維吉最終勝出。最有名的前高層人員是賀伯特本人的聽析員——大衛·梅約（David Mayo）。宗教技術中心代表教會宣佈他為「壓抑者」（危害山達基的人），在海洋機構内通過跑程序（Running program）體罰他，他最終逃脫並在1982年建立了「高級能力中心」（Advanced Ability Center）:99-101:36-7。該組織非常成功，但教會開始不斷騷擾誣告並最終使其在1986年破產:168–169。

## 外部鏈接
- The Advanced Org of the Great Plains （页面存档备份，存于）
- The Association of Professional Independent Scientologists （页面存档备份，存于）
- California Association of Dianetic Auditors （页面存档备份，存于）
- Free Zone Alliance （页面存档备份，存于）
- Idenics （页面存档备份，存于）
- Ron's Org Committee （页面存档备份，存于）
- Scientolipedia